# Uherce Mineralne
Uherce Mineralne (ukrán nyelven: Угерці Мінеральні) Lengyelország délkeleti részén, a Kárpátaljai vajdaságban, a Leskói járásban, Gmina Olszanicza község területén található település, közel a lengyel–ukrán határhoz.A járás központjától, Leskótól 6 kilométernyire keletre található, és a vajdaság központjától, Rzeszówtól 70 kilométernyire délkeleti irányban.

## Fordítás
Ez a szócikk részben vagy egészben  az   Uherce Mineralne című angol Wikipédia-szócikk ezen változatának fordításán alapul.  Az eredeti cikk szerkesztőit annak laptörténete sorolja fel. Ez a jelzés csupán a megfogalmazás eredetét és a szerzői jogokat jelzi, nem szolgál a cikkben szereplő információk forrásmegjelöléseként.